# リー・パイロン
リー・パイロン (Lee Pai Long) は、SNKの対戦型格闘ゲーム『龍虎の拳』シリーズなどに登場する架空の人物。
漢字表記は李 白龍。

## キャラクター設定
台湾生まれの拳法使いにして薬剤師。猿の面と甲高い声に「ひょひょひょ」という奇抜な笑い方が特徴。アメリカのサウスタウンに渡ったリーは、拳法使いにして漢方医であるリー・ガクスウの養子となり、中国拳法と漢方医学の極意を伝授される。サウスタウンに移住してからのリーは拳法の魅力に取り付かれ、漢方医を開業する傍ら、夜な夜な街に出ては拳を振るう（ストリートファイト）といった生活をしていた。
養父のリー・ガクスウはタクマ・サカザキと知己の間柄であり、また闘いの好敵手でもある。ガクスウは93歳という高齢にして、拳法の腕は卓越しており、自分よりも遥かに年下のタクマの胸に傷を作っており、タクマとの決着はついていない。また、サウスタウン刑務所の主事も務めている。タクマがガクスウと親友かつライバルなので、パイロンもタクマと接点がある。
拳法使いであるが、本業は薬剤師である。初代『龍虎の拳』（以下初代『龍虎』と表記）では、サウスタウンのチャイナタウンを訪れたリョウ・サカザキとロバート・ガルシアにストリートファイトを挑むために襲い掛かる。ユリ誘拐事件と無関係だが、リョウとロバートに突然襲い掛かって来たのでユリ誘拐事件の犯人の仲間と誤解されたが、2人に敗北した後は何とか誤解が解けたようでレストラン「ラ・モール」の用心棒（キング）の存在を教え、その用心棒がユリ誘拐事件について何か知っていることを伝える。この時、猿の面の右目部分に割れ目が入り、素顔が若干露わになっている。『龍虎の拳2』（以下『龍虎2』と表記）では、薬剤師としての仕事に専念するために最後の大会と決めて出場し、エンディングでは新薬の開発に成功したことが新聞に載り、その傍らに自身の猿面を置いている。『龍虎2』のスタッフロールでは、その場で「鉄の爪攻撃」による回転移動を行うが、通常の倍以上の速さで回転し続けたために、着地後には目が回ってその場にうずくまるという演出が見られることがある。
常に猿の面を被っているのは、『龍虎』の設定では「かつてストリートファイトで負った顔の傷を隠すためと言われているが、（本当に傷があるのかは）定かではない」という旨が記載されており、顔に傷があると断定している書籍がある一方、SNKの公式回答として「師匠のガクスウにとっては、あくまで肉体・精神の鍛練と集中力強化のために伝授した拳法をストリートファイトに使うなど言語道断であるため、仮面で顔を隠すことでガクスウの目から逃れられるようにしている。そのため、本当は顔に傷があるわけではない」としている書籍もある。『龍虎2』では最終ラウンドで必殺技を食らって負けると仮面が破れて素顔が見えるが、額に傷が描写されている。
70歳に近い高齢ではあるが、毎日の鍛錬は欠かしておらず、軽快で俊敏な動きでもって相手を翻弄する。
好物のコーヒーは主にガテマラ産を好む。台湾人でありながら中華料理を嫌いなものに挙げているが、理由は「コテコテしているから」だという。
普段は好々爺であり、『ART OF FIGHTING 龍虎の拳 外伝』に登場する王覚山はパイロンを信頼している。だが『龍虎2』の対戦前のデモにてCPUの相手に対して「切り刻みがいがある」「（キングに対して）美しい顔を切り刻める」といった恫喝するような台詞を決めて不気味に笑うなど、闘いにおいてはサディスティックな言動を見せる。猿の面を付けてることや、拳法とストリートファイトに鉄爪を使用すること、奇抜な笑い方などでキングからは「気持ちの悪い爺さん」、テムジンからは「妙なお面の爺さん」と気味悪がられており、知り合いのタクマからは『龍虎2』のCPUタクマ戦の掛け合いで「ガクスウも下らん弟子をとったな」と呆れられている。
『餓狼伝説スペシャル』にて隠れキャラクターとして登場しているリョウ・サカザキのステージ背景に登場して、画面中央右の松の木の上でひたすら回転し続けている。
『ザ・キング・オブ・ファイターズ』（以下『KOF』と表記）シリーズには出場していない（背景登場は何回かしている）が、後に10年以上の時を経て、『ネオジオバトルコロシアム』（以下『NBC』と表記）での出場を果たす。また、『KOF'94』の企画段階では、タクマではなく彼が龍虎チームのメンバーになる予定であった。

## 他のメディアでのリー
天獅子悦也の漫画シリーズにおいて『龍虎の拳』ではリョウに情報提供をした上にリー一族の裏切り者であるホンロンを倒し、続編の『2』では大会には参加しなかったがサカザキ家のサポートをするなど原作ゲームより好々爺の一面が強調されている。
デラックスボンボン版『龍虎の拳』（著：ゴッセージ）では秘密結社「MASK」の最初の刺客として登場し、「毒猿の谷」を本拠地とする怪人として描写されている。
アニメ『バトルスピリッツ 龍虎の拳』では未登場。

## ゲーム上の特徴
初代『龍虎』では第3ステージで登場。初代『龍虎』ではリョウとロバート以外の登場キャラクターが使用できるのは対人戦のみであった。リーは『龍虎2』にて、（藤堂竜白を除いた）他のキャラクターと同様に使用可能となって再登場を果たす。
リーの最大の武器は、そのすばやさである。初代『龍虎』では蹴り技のリーチが長く、跳躍力も高い。だが、通常ならばのけぞりとなる技でもリーがくらうと吹き飛びダウンすることがある。「鉄の爪」による攻撃は隙が大きい代わりに、入力したボタンによってガード方向を限定させられる点が長所。
『龍虎2』では、より隙が少なくなり、種類が増えた通常技での牽制で相手の技を潰したり、かなりの低姿勢で接近する高速の前方ダッシュで相手に接近して投げ技を決める攻撃が得意。超必殺技の「真空空転爪」は、必殺技の「鉄の爪攻撃」をより強化したもので、相手のしゃがみ強キックを一方的に潰すことが可能。必殺技はその性質上、空振りしたりガードされると反撃を受けるものが多いため、使いこなせるまでには慣れを要する。攻撃力こそ低いが、全キャラクター中トップクラスのすばやさで相手を翻弄することができる。

## 技の解説

### 通常技
龍虎の拳2
| 操作       | 立ち（近距離） | 立ち（遠距離） | しゃがみ         | 垂直ジャンプ       | 前方ジャンプ       | 後方ジャンプ       |
| ---------- | -------------- | -------------- | ---------------- | ------------------ | ------------------ | ------------------ |
| 弱パンチ   | 貫手           | 貫手           | しゃがみ左貫手   | 跳び左貫手         | 跳び左貫手         | 跳び左貫手         |
| 強パンチ   | 旋風爪         | 鉄槌打ち       | ジャンプアッパー | 空中両手打ち       | 空中両手打ち       | 空中両手打ち       |
| 弱キック   | トラースキック | トラースキック | しゃがみ蹴り     | 跳び蹴り           | 跳び蹴り           | 跳び蹴り           |
| 強キック   | 跳び回し蹴り   | 飛扇脚         | 天龍脚           | 空中回転脚         | 空中回転脚         | 空中回転脚         |
| アッパー   | アッパーカット | アッパーカット |                  |                    |                    |                    |
| ローキック | 踏み付け蹴り   | 虎尾脚撃       |                  |                    |                    |                    |
| 投げ       | そり返り投げ   |                |                  | 空中ヘッドシザーズ | 空中ヘッドシザーズ | 空中ヘッドシザーズ |

### 通常投げ
そり返り投げ
『龍虎2』での通常投げ。相手の体に両足で乗り掛かり、そのまま自分の体ごと反転させつつ足を離して後方の地面に投げ落とす。
空中ヘッドシザーズ
『龍虎2』のみの技。空中の相手を、地面に自身の頭を向けた状態で両足で掴んで足を離して投げ落とす。
狂猿爪襲（きょうえんそうしゅう）
『NBC』での通常投げ。

### 必殺技
鉄の爪・上段（てつのつめ・じょうだん）
鉄の爪・下段（てつのつめ・げだん）
初代『龍虎』のみの技。その場で正面を向いて構えてから体を回転させつつ前進し、爪による連続攻撃を行う。動作全体の隙が大きいため、反応されやすい。低空を飛ぶ「鉄の爪・下段」は立ちガード不可。
鉄の爪攻撃（てつのつめこうげき） / 空転爪（くうてんそう）
その場に浮き上がり、両腕を揃えて伸ばしつつ体を連続で回転させ、触れた相手を爪で引っ掻く。「鉄の爪攻撃」は『龍虎2』での技名で、「空転爪」は『NBC』での技名。
食らった相手は吹き飛びダウンし、リー以外の相手は顔が大きく腫れる。空中からの攻撃に弱いほか、ユリ・サカザキや如月影二のしゃがみ強キックに打ち落とされる。気力が赤色の状態で出すと、浮き上がるが前進はせずにその場で回転し、攻撃時間が短くなり、威力も低下する。
百裂旋風脚（ひゃくれつせんぷうきゃく） / 百裂脚（ひゃくれつきゃく）
低く飛びつつ前方へ突進しながら多段蹴りを放つ。攻撃速度や威力の高さはリーの技の中でもかなり優れているが、ガードされると体力を削ることができない。
初代『龍虎』の技名は「百裂旋風脚」だが、『NBC』では「百裂脚」。『龍虎2』では使用しない。
百烈拳（ひゃくれつけん）
その場で拳を一定時間振るい、食らった相手に無数の拳を叩き込んでからアッパーカットで弾き飛ばす。技の性能はリョウの「暫烈拳」とほぼ同じ。空振りであれば隙は小さいが、アッパーカットはガードされても放つため、その場合は相手からの反撃が間に合うほどの硬直が生ずる。
『龍虎2』では気力が赤色の状態で出すと、立ち強パンチの「鉄槌打ち」に変化するが、通常時よりも威力が下がっている。
華中鷹爪激（かちゅうようそうげき）
『龍虎2』にて追加された。放物線を描くように高く飛び上がり、両腕の鉄の爪を振り下ろす。気力の残量で飛び掛かる距離が全く異なるが、相手の位置を捕捉するわけではないため、技を出した時の相手の位置次第で外れる場合もある。攻撃はしゃがみガード不可。
『NBC』では単発では出せず、「華中飛鷹襲」からの追加入力技に変更された。
華中猛腕脚（かちゅうもうわんきゃく）
『龍虎2』のみ使用するコンビネーション技。鉄槌打ち→トラースキック→鉄槌打ち→虎尾脚撃の順に4発の打撃を繰り出す。2発目と3発目の間に隙があるため、連続ヒットすることはない。技の威力も動作速度も、気力の残量の影響を受けない。また、相手の体力を削る能力はない。
飛猿翻跨（ひえんほんこ）
『NBC』にて追加されたコマンド投げ。相手の背後を取る技で、攻撃判定は無い。
飛猿壁掛（ひえんかべかけ）
背進・飛猿壁掛（はいしん・ひえんかべかけ）
『NBC』にて追加された特殊動作。斜め上に向けて飛び、画面端に貼りつく。「飛猿壁掛」は前方斜め上、「背進・飛猿壁掛」は後方斜め上に飛ぶ。
華中飛鷹襲（かちゅうひようしゅう）
「飛猿壁掛」で画面端に張り付いている最中に出せる動作で、放物線を描く軌道で落下する。
華中猛脚襲（かちゅうもうきゃくしゅう）
「飛猿壁掛」で画面端に張り付いている最中に出せる技で、斜め下に向かって蹴りを出す。
壁掛転身（かべかけてんしん）
「飛猿壁掛」で画面端に張り付いている最中に出せる動作で、反対側の画面端に張り付く。

### 超必殺技・隠し必殺技
飛翔旋風撃（ひしょうせんぷうげき）
スーパーファミコン版『龍虎の拳』でのみ使用可能な隠し必殺技。その場で正面を向いて構えた状態で天高く浮き上がってから鉄の爪による回転動作で落下し、再度飛び上がってから降下してポーズを決める。軌道はジグザグで、相手にガードをさせにくくすることができるが、ガードで防ぐことは可能であり、当たり方によってダメージがばらつくため、確定ダメージは無い。
真空空転爪（しんくうくうてんそう）
『龍虎2』にて追加された超必殺技。「鉄の爪攻撃」を強化した技で、爪と、技の最中に発生する真空の刃とで相手を切り刻む。攻撃後は後方にはね返るが、着地時に硬直する。「鉄の爪」よりも攻撃判定が大きい分、ユリや影二のしゃがみ強キックも潰すことが可能。
『NBC』では「飛猿壁掛」で画面端に張り付いている最中にも出せるようになった。
華中飛猿爪（かちゅうひえんそう）
『龍虎2』では隠し必殺技だが、『NBC』では超必殺技。その場で気力充填の構えを取った後に、体を勢い良く縦に回転させながら前方へ突っ込んでいく。食らった相手は連続で切り刻まれて吹き飛びダウンする。
『龍虎2』では「龍虎乱舞」と同様にガード不可だが、見た目とは裏腹に相手のしゃがみ弱パンチに簡単に潰されるほど脆い。『NBC』ではガード可能になったが、他の弱点が改善された。
華中昇天飛猿爪（かちゅうしょうてんひえんそう）
『NBC』にて追加された超必殺技。「華中飛猿爪」の対空版というべき技。

## 声の出演
- や乃えいじ（旧名：矢野栄路） - 『龍虎の拳』（初代）、『ネオジオバトルコロシアム』
- 稲毛一弘 - 『龍虎の拳2』

## 関連人物
- タクマ・サカザキ - 養父のライバルである格闘家。
- 王覚山 - 知り合いの台湾人画家。